# Jardinier à poitrine fauve
Chlamydera cerviniventris
Espèce
Statut de conservation UICN

 LC  : Préoccupation mineure
Le Jardinier à poitrine fauve (Chlamydera cerviniventris) est une espèce de oiseau jardinier d'Australie et de Nouvelle-Guinée

## Distribution
Cet oiseau est présent dans quatre zones de frange côtière en Nouvelle-Guinée : dans le Vogelkop (vallées de Ransiki et de Kebor), dans le sud (au sud de la rivière Fly), dans le nord et le sud-est. Il vit aussi dans une autre zone côtière dans le nord-est de la péninsule du Cap York en Australie avec l’île du Prince de Galles.

## Variation
Les deux sexes de la population australienne sont plus grands que ceux de la Nouvelle-Guinée mais sans pouvoir justifier un statut de sous-espèce différente (Frith & Frith 2009). Ottaviani (2014) a remarqué que les individus du Vogelkop présentent un ventre nettement plus roux. Il ne s’agit pas d’une variation individuelle car plusieurs spécimens photographiés dans la région montrent le même ventre roux. Cette variation suggère donc des études plus approfondies pour savoir s’il s’agit d’un simple cline géographique (ventre fauve dans l’est de la répartition passant progressivement à un ventre roux vers l’ouest) ou d’une sous-espèce non décrite.

## Découverte
Cet oiseau fut le dernier oiseau à berceau à avoir été découvert en Australie. Il a été trouvé en 1849 près de la pointe du cap York par John Macgillivray (1821-1867), un collecteur d’oiseaux en Australie et dans les îles voisines. Ce dernier rapportait, en 1852, qu’il n’avait jamais observé d’oiseau plus farouche. À force de patience, il réussit à observer un individu, lors d’une brève apparition, à trois mètres de hauteur dans un buisson. Finalement, il tua un spécimen à son berceau (Ottaviani 2014).

## Légende
Emil Weiske (1867-1950), qui collecta des oiseaux dans le nord-est du Queensland et en Nouvelle-Guinée, de 1895 à 1900, rapporte en 1902 une légende que lui ont transmise des papous des monts Owen Stanley. Elle raconte que le berceau de ce jardinier ne brûle pas car, effrayé par le feu, l’oiseau trempe ses plumes dans l’eau et mouille les brindilles. Ce récit rappela à Gilliard (1969) une autre histoire indigène étrangement similaire qu’il entendit en juin 1956 dans les monts Finisterre, une région éloignée de 500 km au nord. Cette légende dit que, jadis, de nombreux oiseaux à berceaux vivaient dans le secteur mais que les indigènes les ont tous tués. Les hommes avaient remarqué les dons magiques de ces oiseaux pour combattre le feu. Ils eurent l’idée de mettre le feu à leurs berceaux en prenant soin auparavant de placer à côté un récipient d’eau. L’oiseau, emporté par son courage, plonge dans l’eau et se précipite dans le feu mais, ne parvenant pas à l’éteindre, il périt dans les flammes, victime de la ruse des hommes (Ottaviani 2014).

## Habitat
En Nouvelle-Guinée, son habitat se présente comme un ensemble de lambeaux forestiers de plaine et de colline, de bois mixtes d’eucalyptus et de mélaleucas (Eucalyptus – Melaleuca), de savane herbeuse, arbustive et arborée, de boisements clairs, de lisières de forêts et de mangroves, de clairières herbeuses, de parcs, jardins et plantations de tek (Tectona) de 0 à 500 m et jusqu’à 1700 m localement. En Australie, son biotope recouvre les mangroves, les formations de mélaleucas bordant ces dernières et les forêts ouvertes ou fermées (où il peut rencontrer l’oiseau à berceau à nuque rose) entre 0 et 100 m. Les berceaux sont construits sous des buissons bas en savane ouverte ou en région boisée, en lisière de forêt-galerie ou de mangrove, et dans des formations forestières secondaires (Frith & Frith 2009).

## Alimentation
Elle est méconnue et consiste en fruits et en insectes, les jeunes au nid étant nourris des mêmes éléments alimentaires (Frith & Frith 2009). Gilliard (1969) signalait la consommation de fruits de la vigne Tetrastigma.

## Construction et décoration du berceau
Le mâle aménage une assise de rameaux qu’il surmonte ensuite de deux rangées de brindilles droites ou à pointes légèrement recourbées vers l’intérieur et donc semblable à ceux des oiseaux à berceaux maculés et tachetés mais c’est la décoration qui varie. Il dispose sur l’entrée la plus large et à l’intérieur même de l’allée des feuilles, des cosses et des baies vertes associées à des coquilles ou des cailloux blancs. La particularité de la décoration est que le mâle accroche de petites grappes de baies vertes, à différentes hauteurs, sur les parois internes de l’allée. Ces baies sont toujours cueillies vertes et elles appartiennent à un arbuste endémique d’Australie et de Nouvelle-Guinée, Canarium australianum, burséracée. Certains berceaux comportent exclusivement des baies vertes, parfois jusqu’au une centaine (Ottaviani 2014).

## Voix
Au berceau, le mâle produit un pot-pourri de grincements, bourdonnements, sifflements à résonance métallique, électronique et même à effet ventriloque. Des séries de kahhh-kahhh-kahhh rappelant les miaulements gémissants d’un chat et émis par un mâle dans un arbre au-dessus de son berceau ont été rapportées (Gilliard 1969).

## Parade nuptiale
La femelle, perchée à proximité, observe le mâle tout en égrenant une suite de notes âpres et sifflées. Puis, elle vient se poser à l’entrée du berceau ce qui déclenche immédiatement une parade. Il se tord curieusement le cou pour exhiber sa nuque (malgré l’absence de crête) avec souvent une grappe de baies dans le bec. Il s’écrase au sol et sautille en émettant des grésillements. Ces sautillements semblent attirer la femelle qui s’approche lentement et entre prudemment dans l’allée du côté opposé au mâle. À cet instant, il hoche la tête et semble arranger les décorations en picorant les baies du bec, cette posture traduisant une grande excitation. La femelle hoche la tête à son tour et se couche dans l’allée, écrasant sa poitrine au sol. Le mâle continue à parader en agitant frénétiquement le grapillon de baies tenu dans le bec tout en lançant des cris explosifs. Enfin, l’accouplement a lieu à l’intérieur du berceau (Ottaviani 2014).

## Nidification
Le nid consiste en une coupe de tiges, de rameaux, de brindilles et de morceaux d’écorce. Il est placé dans la fourche d’un arbre, entre trois et neuf mètres, en lisière de forêt ou dans la savane arborée. Il contient un ou deux œufs crème ou vert-olive pâle, veinés et vermiculés de brun, brun-rouge et noirâtre sur toute la surface (Gilliard 1969).

## Statut, conservation
L’espèce est distribuée de façon sporadique, commune dans le sud de la Nouvelle-Guinée et rare ou localisée dans le nord. Elle est abondante dans sa petite aire de distribution du Cap York en Australie. Il est possible que certaines localités d’altitude de Papouasie-Nouvelle-Guinée aient été colonisées après les modifications d’habitats apportées par l’agriculture. Les populations isolées dans l’est du Vogelkop sont mal connues (Frith & Frith 2009). BirdLife International (2013) liste l’espèce en « préoccupation mineure » car elle vit sur un assez vaste territoire et présente des effectifs stables sans menace notable.